# Constantinus Cephalas
Constantinus Cephalas (Grieks: Κωνσταντῖνος ὁ Κεϕαλᾶς) was een Byzantijnse geleerde uit de 10e eeuw. Over zijn leven is echter weinig bekend.
Hij behoorde tot de vele deskundige "compilatoren" die in opdracht van keizer Constantijn VII Porphyrogenetos allerlei gegevens verzamelden die moesten bijdragen aan het bewaren van de klassieke cultuur.
Cephalas maakte een bloemlezing van Grieks epigrammen die de bron vormde van de Anthologia Palatina en de Anthologia Planudea.